# Karakiurie
Karakiurie (ros. Каракюре) – wieś w Rosji, w Dagestanie, w rejonie dokuzparyńskim. W 2010 liczyła 1209 mieszkańców, głównie Lezginów.